# 유럽 고속도로 85호선
유럽 고속도로 85호선(영어: European route E85)는 국제 연합의 국제 E-로드 네트워크의 노선으로 남북 방면 주요 도로이다. 리투아니아의 클라이페다를 출발점으로 벨라루스와 우크라이나, 루마니아, 불가리아를 거쳐 그리스의 알렉산드루폴리를 종착점으로 한다.

## 주요 경유지
- 리투아니아
  - A1: 클라이페다 - 카우나스 - 빌뉴스
  - A3: 빌뉴스
  - A15: 빌뉴스 - 샬치닝카이
- 벨라루스
  - M11: 리다 - 슬로님 - 이바체비치(영어판)
  - M1: 이바체비치(영어판) - 코브린(영어판)
- 우크라이나
  - M19: 코벨 - 두브노 - 테르노필 - 체르니우치
- 루마니아
  - DN2: 시레트 - 수체아바 - 로만 - 바커우 - 폭샤니 - 부저우 - 우르지체니 - 부쿠레슈티
  - DN5: 부쿠레슈티 - 지우르지우
- 불가리아
  - I-2: 루세
  - I-5: 루세 - 뱔라(영어판) - 벨리코터르노보 - 스타라자고라 - 디미트로브그라드 - 하스코보
  - I-8: 하스코보 - 하르만리(영어판) - 스빌렌그라드(영어판)
- 그리스
  - EO51: 오르메니오(영어판) - 오레스티아다 - 디디모티호 - 카스타니에스(영어판)
  - EO2: 카스타니에스(영어판) - 알렉산드루폴리

## 같이 보기
- 다뉴브 다리